# Снєдков Євген Володимирович
Снєдков Євген Володимирович (рос. Снедков Евгений Владимирович) — доктор медичних наук, професор, лікар-психіатр, має державні нагороди, полковник медичної служби Російської Федерації. Його сфера науково-практичної діяльності це посттравматичний стресовий розлад (лікування, психодіагностика), є провідним фахівцем у цій галузі в Росії; патогенез психічних захворювань, розлади шизофренічного спектру, психофармакологія. Член Президії Правління Російського товариства психіатрів (РТП), голова комісії з питань професійної етики РТП.
Має багаторічний досвід лікаря-психіатра у Збройних Сил СРСР, Збройних Сил Росії.
У 1986–1989 рр. служив на посадах:

- в Афганістані старшим ординатором психіатричного відділення Кабульського військового шпиталю;
- головним психіатром Прибалтійського військового округу (Рига, Латвія),
- головним психіатром Військово-космічних Сил.

У 1992 р. він захистив дисертацію кандидата наук на тему: «Психогенні реакції бойової обстановки (клініко-динамічне дослідження на матеріалі афганської війни)».
У січні-лютому 1995 р. брав участь у медичному забезпеченні бойових дій російських військ у Чечні (див. «Перша чеченська війна»).
У 1997 р. він захистив дисертацію доктора медичних наук на тему «Бойова психічна травма (клініко-патогенетична динаміка, діагностика, лікувально-реабілітаційні принципи)». Багато років працював професором на катедрі психіатрії та наркології Санкт-Петербурзької державної медичної академії імені І. І. Мечникова, у даний час завідує катедрою психіатрії Північно-Західного державного медичного університету імені І. І. Мечникова.